# جوزيف إل. دونوفان
جوزيف إل. دونوفان (بالإنجليزية: Joseph L. Donovan)‏ هو سياسي أمريكي، ولد في 16 يونيو 1893 في الولايات المتحدة، وتوفي في 28 أكتوبر 1985 في مقاطعة داكوتا في الولايات المتحدة. حزبياً، نشط في حزب العمال المزارعين الديمقراطيين في مينيسوتا والحزب الديمقراطي.